# Aubregrinia taiensis
Aubregrinia taiensis är en tvåhjärtbladig växtart som först beskrevs av André Aubréville och François Pellegrin, och fick sitt nu gällande namn av Hermann Heino Heine. Aubregrinia taiensis ingår i släktet Aubregrinia och familjen Sapotaceae. IUCN kategoriserar arten globalt som akut hotad. Inga underarter finns listade i Catalogue of Life.